# Karolien Verstrepen
Karolien Verstrepen (9 september 1984) is een Belgische voormalig volleybalster.

## Levensloop
Verstrepen begon haar volleybalcarrière als klein meisje bij Grivok Grimbergen. Vervolgens ging ze naar de Topsportschool te Vilvoorde, alwaar ze een eerste maal geselecteerd werd voor de nationale jeugdploeg. Haar debuut in de Eredivisie van het Belgische damesvolleybal maakte ze in het seizoen 2003-'04 bij VDK Gent. Datzelfde jaar werd ze verkozen tot 'Rookie van het Jaar'. Ze bleef er drie seizoenen, waarna ze via een tussenstop bij Dauphines Charleroi (2006-'07) naar USC Münster verkaste. Halfweg het seizoen keerde ze evenwel terug naar Charleroi.
In het seizoen 2008-'09 keerde ze terug naar VDK Gent en won ze de Beker van België. Tevens werd ze dat jaar actief in het beachvolleybal, waarin ze samen met Els Vandesteene een duo vormde. Het duo behaalde een 3de plaats in de manche van Gent. In 2009-'10 werd ze kapitein, vicekampioen en Supercupwinnaar bij VDK Gent. Met Vandesteene zette ze een sterke prestatie neer met overwinningen in de manches van Oostende en Kortrijk, een tweede plaats in de manche van Waremme en een 2de plaats in de overall ranking. Daarnaast werd het duo Belgische vicekampioen te Knokke. Datzelfde jaar maakte ze in de reguliere volleybalcompetitie de overstap naar Hermes Oostende.
In 2011 vormde ze in de beachvolleybalcompetitie een duo met Stephanie Van Bree. Het duo werd Belgisch kampioen en behaalde de overwinning in de manche van Gent en Middelkerke. Daarnaast werden ze driemaal tweede - in respectievelijk de manches van Brussel, Antwerpen en Sint-Niklaas - en eenmaal derde (in de manche van Oostende). Ze behaalden een tweede plaats in de overall ranking. Voor het seizoen 2012 vormde Verstrepen in het strandvolleybal een duo met Fien Callens. 
Van opleiding is ze regentes lichamelijke opvoeding en informatica. 